# Uraeginthus
Uraeginthus és un gènere d'ocells de la família dels estríldids (Estrildidae). Es troben a l'Àfrica subsahariana.

## Taxonomia i etimologia
El gènere va ser introduït per l'ornitòleg alemany Jean Cabanis el 1851. Posteriorment, l'estrilda blava galta-roja va ser designada l'espècie tipus.
El nom Uraeginthus combina les paraules dels grec antic «oura» que significa “cua” i «aiginthos» per a un ocell desconegut, potser un pinsà.
Segons la Classificació del Congrés Ornitològic Internacional (versió 15.1, 2025) aquest gènere està format per tres espècies:
- Uraeginthus angolensis - estrilda blava d'Angola.
- Uraeginthus bengalus - estrilda blava galta-roja.
- Uraeginthus cyanocephalus - estrilda blava bec-roja.